# Filmographie de Serge Reggiani
Cet article regroupe la filmographie de Serge Reggiani, classée par décennies.

## Cinéma

### 1938 - 1949
- 1938 : Les Disparus de Saint-Agil de Christian-Jaque - Un élève
- 1939 : Conflit de Léonide Moguy
- 1939 : Saturnin de Marseille d'Yvan Noé
- 1941 : La Nuit de décembre de Kurt Bernhardt
- 1942 : Le Voyageur de la Toussaint de Louis Daquin - Bob Eloi
- 1944 : Le Carrefour des enfants perdus de Léo Joannon - Jorisse
- 1945 : François Villon d'André Zwoboda - François Villon
- 1945 : Étoile sans lumière de Marcel Blistène - Gaston Lansac
- 1946 : Les Portes de la nuit de Marcel Carné - Guy Sénéchal
- 1946 : Coïncidences de Serge Debecque - Jean Ménétrier
- 1947 : La Fleur de l'âge - Film resté inachevé- de Marcel Carné
- 1948 : Le Dessous des cartes (Manu, il contrabbandiere) d'André Cayatte et Lucio De Caro - Manuel Ambrosini
- 1948 : Manon d'Henri-Georges Clouzot - Léon Lescaut
- 1949 : Retour à la vie, segment : Le retour de Louis de Jean Dréville - Louis le mari de la jeune Allemande
- 1949 : Les Amants de Vérone de André Cayatte - Angelo
- 1949 : Le Mystère de la chambre jaune de Henri Aisner - Joseph Rouletabille, le journaliste détective
- 1949 : Le Parfum de la dame en noir de Louis Daquin - Joseph Rouletabille, le journaliste détective
- 1949 : Au royaume des cieux de Julien Duvivier - Pierre

### 1950 - 1959
- 1950 : Les Anciens de Saint-Loup de Georges Lampin - L'abbé Paul Forestier
- 1950 : Une fille à croquer (ou Le petit chaperon rouge) de Raoul André - Jean-Louis dit "Lou"
- 1950 : La Ronde de Max Ophüls - Le soldat Frantz
- 1951 : Les Chemises rouges (Camicie rosse) de Goffredo Alessandrini - Lantini
- 1951 : Vedettes sans maquillage - court métrage- de Jacques Guillon - lui-même
- 1952 : Secret People de Thorold Dickinson - Louis
- 1952 : Casque d'Or de Jacques Becker - Georges Manda, le menuisier
- 1952 : Fille dangereuse (Bufere) de Guido Brignone - Serge Parnell
- 1952 : Les Hommes de la nuit - court-métrage documentaire - d'Henri Fabiani - narrateur
- 1953 : Les Anges déchus (Il mondo le condanna) de Gianni Franciolini - André
- 1953 : La Bergère et le Ramoneur - Dessin animé - de Paul Grimault - le ramoneur (voix)
- 1953 : Un acte d'amour (Act of love) d'Anatole Litvak - Claude Lacaud
- 1954 : Napoléon de Sacha Guitry - Lucien Bonaparte
- 1955 : Les salauds vont en enfer de Robert Hossein : Rudel
- 1956 : La Femme du jour (La donna del giorno) de Francesco Maselli - Mario
- 1957 : Élisa de Roger Richebé - Bernard Voisin
- 1957 : Échec au porteur de Gilles Grangier - Bastien Sassey
- 1957 : Un morceau de ciel (Un ettaro di cielo) d'Aglauco Casadio
- 1957 : La Seine a rencontré Paris - court métrage documentaire - de Joris Ivens - commentaire
- 1957 : Paris à la manière de... - court métrage documentaire - de Jean Thierry - commentaire
- 1957 : Quand les fleuves changent de chemin - court métrage documentaire - de Daniel Leconte - commentaire
- 1958 : Les Misérables de Jean-Paul Le Chanois - Enjolras (seconde époque)
- 1958 : Marie-Octobre de Julien Duvivier - Antoine Rougier, l'imprimeur
- 1958 : Passager clandestin de Ralph Habib - Alfred Mougins

### 1960 - 1969
- 1960 : La Grande Pagaille (Tutti a casa) de Luigi Comencini - Ceccarelli
- 1960 : Les Années folles - Documentaire - de Miréa Alexandresco et Henri Torrent - commentaire
- 1961 : Paris Blues (Paris blues) de Martin Ritt - Michel Duvigne
- 1961 : La Dernière Attaque (La guerra continua) de Leopoldo Savona - Libero
- 1961 : Le Guépard (Il gattopardo) de Luchino Visconti - Don Francisco Ciccio Tumeo
- 1961 : À cheval sur le tigre de Luigi Comencini
- 1961 : Pueblo en armas - Documentaire - de Joris Ivens - narrateur
- 1962 : Le Doulos de Jean-Pierre Melville - Maurice Faugel
- 1962 : Les Hommes de la nuit - court métrage d'Henri Fabiani (voix)
- 1963 : Bestiaire d'Amour - Documentaire - de Gérard Calderon - narrateur
- 1964 : Aurélia - court métrage - d'Anne Dastrée - commentaire
- 1964 : L'Enfer - Film resté inachevé - d'Henri-Georges Clouzot - Marcel
- 1965 : Marie-Chantal contre docteur Kha de Claude Chabrol - Ivanov
- 1966 : La Vingt-cinquième Heure d'Henri Verneuil - Trajan Koruga
- 1966 : Les Aventuriers de Robert Enrico - Le pilote
- 1967 : I sette fratelli Cervi de Gianni Puccini - Ferrari
- 1968 : La Mafia fait la loi (Il giorno della civetta) de Damiano Damiani - Parrinieddu
- 1968 : Les Autres - court métrage - de Maurice Cohen - narrateur
- 1969 : L'Armée des ombres de Jean-Pierre Melville - Le coiffeur
- 1969 : 36, Le grand tournant - Documentaire - de Henri de Turenne - commentaire

### 1970 - 1979
- 1970 : Comptes à rebours de Roger Pigaut - François Nolan
- 1970 : The amusements - court métrage - de Michel Lang
- 1972 : Trois Milliards sans ascenseur de Roger Pigaut - Pierrot
- 1972 : Les Caïds de Robert Enrico - Thia
- 1972 : Sartre par lui-même - Film documentaire - de Alexandre Astruc, Michel Contat, Guy Sélignan - commentaire
- 1974 : Vincent, François, Paul et les autres de Claude Sautet - Paul
- 1974 : Touche pas à la femme blanche de Marco Ferreri - L'indien fou
- 1975 : Le Chat et la Souris de Claude Lelouch - Le commissaire Lechat
- 1976 : Le Bon et les Méchants de Claude Lelouch - Le chef de la résistance
- 1976 : Une fille cousue de fil blanc de Michel Lang - Jérôme, le père
- 1976 : La Communion solennelle de René Ferret - voix et chanson uniquement
- 1977 : Violette et François de Jacques Rouffio - Le père de François
- 1979 : La Terrasse (La terrazza) de Ettore Scola - Sergio

### 1980 - 1988
- 1980 : L'Empreinte des géants de Robert Enrico - Fouldroule
- 1980 : Fantastica de Gilles Carle - Euclide Brown
- 1986 : L'Apiculteur (Ο μελισσοκόμος) de Theo Angelopoulos - Sick-man
- 1986 : Enas melissokomos pethainei i o allos mythos (Ένας μελισσοκόμος πεθαίνει ή ο άλλος μύθος) - Documentaire - de Maria Hatzimichali Papliou - commentaire
- 1986 : Mauvais Sang de Leos Carax - Charlie, chansons.
- 1988 : Ne réveillez pas un flic qui dort de José Pinheiro - Le Stéphanois
- 1988 : Coupe franche de Jean-Pierre Sauné - Mathieu

### 1990 - 1998
- 1990 : Il y a des jours... et des lunes de Claude Lelouch - Le père de Sophie, retraité nostalgique
- 1990 : Plein fer de Josée Dayan - Emilio
- 1990 : J'ai engagé un tueur (I hired contact killer) d'Aki Kaurismäki - Vic
- 1991 : Zani - court métrage - de Simon Reggiani
- 1992 : De force avec d'autres de Simon Reggiani - Sergio
- 1992 : La Vie de bohème d'Aki Kaurismäki
- 1993 : Émile des Roses (Rosenemil) de Radu Gabrea - Le docteur Lévy
- 1995 : Le Petit Garçon de Pierre Granier-Deferre - Germain
- 1997 : Héroïnes de Gérard Krawczyk - Montgolfier
- 1998 : El pianista de Mario Gas - Rossell
- 1998 : Plus fort que tout - court métrage - d'Hugues Deniset

## Télévision
- 1955 : Les Enquêtes du commissaire Prévost - Feuilleton en 32 épisodes de 15 min - de Vicky Ivernel - Le commissaire Prévost
- 1956 : Cartouche
- 1957 : Mangeront-ils ? de Jean Kerchbron
- 1958 : Crime et Châtiment (d'après Dostoïevski)
- 1959 : Le Lys dans la vallée (d'après Balzac)
- 1959 : Son dernier round
- 1959 : Gros plan
- 1960 : Il musichiere
- 1960 : Il novelliere
- 1962 : I Giacobini d'Edmo Fenoglio (it) (d'après Federico Zardi (it)) - Maximilien de Robespierre
- 1962 : Il giornalaccio
- 1962 : Lucien de Rubempré (d'après Balzac)
- 1966 : Tom Jones (d'après Henry Fielding)
- 1970 : La Joie de vivre (Henri Spade)
- 1972 : Entrez sans frapper (Jacques Rutman)
- 1977 : Paris ma rose "Pierrot la chanson" de Jacques Audoir - Participation en chanteur
- 1977 : A perte de vie, Jacques Prévert - Documentaire - de Georges Ferraro
- 1980 : Il n'y a plus de héros au numéro que vous avez demandé de Pierre Chabartier - Hubert Petit-Pont
- 1980 : Le téléphone hanté
- 1985 : L'écho de Maurice Failevic - Le vieux berger
- 1985 : Cinecitta (Vittorio De Sisti)
- 1988 : L'éterna giovinezza de Vittorio De Sisti
- 1989 : Le grand beau de Bernard Choquet
- 1997 : Le pianiste (Mario Gas)
- 1998 : La Clé des champs - Feuilleton en 6 épisodes - de Charles Nemes - José Pujol